# Protonação
Em química, uma protonação é uma reação química que ocorre quando um próton (H+) liga-se a um átomo, uma molécula ou um íon. O produto desta reação é chamado  ácido conjugado do reagente inicial. É possivelmente a reação química mais fundamental  e é um passo em muitos processos estequiométricos e catalíticos. 
{\displaystyle AH+B\ {\overrightarrow {\leftarrow }}\ A^{-}+HB^{+}}
Protonando-se a ligação de B pelo ácido AH, resultando um protonado.
A reação inversa é a desprotonação,  quando um próton, novamente H+, é removido de uma molécula ou de um íon.
{\displaystyle HCl+NH_{3}\ {\overrightarrow {\leftarrow }}\ Cl^{-}+NH_{4}^{+}}
Ácido clorídrico entrega um próton para a molécula de amônia. Então resulta um íon cloro negativamente carregado assim como um cátion amônio positivamente carregado.
Observe-se que um próton não pode ser "removido" de um átomo, quimicamente falando, mas sim, ter desfeita sua ligação com um íon.
Protonação ou deprotonação ocorrem em muitas reações ácido-base; elas são o núcleo da maioria das teorias das reações ácido-base. Um ácido de Bronsted-Lowry é definido como uma substância que pode protonar uma outra substância. Por protonação, a carga da molécula/íon é mudada assim como o seu caráter hidrófobo/hidrófilo.
A capacidade da substância poder aceitar um próton é dada pela sua pKb. Ao protonar um substrato, a massa e a carga da espécie em questão aumenta de uma unidade. 
Alguns íons e moléculas podem passar por mais que uma protonação ou deprotonação; tais espécies são 
chamadas polibásicas. Muitas moléculas biológicas são polibásicas.

## Aplicações
Protonar ou desprotonizar uma molécula ou íon altera muitas das suas propriedades químicas além da mudança de carga e massa: hodrofilicidade, potencial de redução, propriedades óticas, entre outras.  Protonação é também um passo essencial em certos procedimentos analíticos tais como o eletrospray em espectroscopia de massa. 